# Tutto per Eva solo per Eva
Tutto per Eva solo per Eva è una commedia teatrale del 2004, diretta da Pino Insegno e con interpreti Biagio Izzo, Giorgio Carosi e Pino Insegno.

## Trama
Biagio convive con Eva, la sua compagna, ma questi sono in rottura a causa del desiderio ossessivo di Eva di sposarsi, contrariamente a Biagio.
Ma una notte, dopo aver sognato di essere Adamo, si ostina ancora di più a non sposarsi.
Biagio quindi si finge malato per un giorno, per rimanere in casa solo, mentre Eva è al lavoro.
Infatti Biagio riflette sul futuro della coppia, se sposarsi o lasciarsi, facendo paragoni divertenti e ironici sulle coppie sposate odierne. Inoltre Biagio aspetta il dottore per la visita. Dopo un monologo fatto di battute e barzellette, arriva il dottore, di nome Carlo, a prima vista piuttosto ferreo e duro, ma dopo aver fatto amicizia con Biagio si dimostra amichevole e socievole. Biagio gli spiega il motivo della finta malattia e il dottore, sebbene sposato, è d'accordo con lui, e dà un nome a questo specifico modo di vivere: la sindrome di "Peter Pan", ovvero un modo di vivere rinunciando alla maturità.
Biagio e lo stesso Carlo appartengono a questo gruppo di persone e si confrontano. Alla fine si viene a scoprire che Biagio possiede ancora i giocattoli di Mazinga.
Ma Carlo gli spiega che non si può rimanere bambini per sempre e che bisogna prendersi  prima o poi le proprie responsabilità. Così dopo essersene andato il dottore, Biagio capisce di dover continuare il rapporto con Eva sembrando "guarito" dalla sindrome, ma alla fine dello spettacolo prende un pallone e si mette a giocare in casa come un ragazzino tirando il pallone tra il pubblico.